# (70853) 1999 VN114
1999 في أن 114 (ويعرف أيضًا باسم (70853) 1999 في أن 114 وفق تسمية الكوكب الصغير) (بالإنجليزية: 1999 VN114)‏ هو كويكب ضمن حزام الكويكبات؛ وترتيبه 70853 من حيث الاكتشاف.
اكتُشف هذا الجُرم الفلكي بواسطة ماسح السماء كاتالينا في 9 نوفمبر 1999.

## وصلات خارجية
- (70853) 1999 VN114 في قاعدة بيانات مختبر الدفع النفاث لأجرام النظام الشمسي الصغيرة

- الاكتشاف · مخطط المدار ·  العناصر المدارية · المعلمات المادية

- (70853) 1999 VN114 على موقع ويكي سكاي: DSS2, SDSS, GALEX, IRAS, Hydrogen α, X-Ray, Astrophoto, Sky Map, Articles and images